# Diagane Barka
Diagane Barka ist eine Gemeinde (commune) im Département Foundiougne der Region Fatick, gelegen im zentralen Westen Senegals. Sie besteht aus dem namensgebenden Hauptort (chef-lieu) sowie weiteren Dörfern (villages) und Weilern (hameaux).

## Geographische Lage
Die Gemeinde Diagane Barka liegt im Nordosten des Départements und gehört zum Erdnussbecken Senegals. Der Hauptort Diagane Barka liegt 22 Kilometer südöstlich der Départementspräfektur Foundiougne und 145 Kilometer südöstlich der Hauptstadt Dakar. Das Gemeindegebiet hat eine Fläche von 83,39 km². Benachbarte Kommunen sind im Uhrzeigersinn Diossong im Westen, Djilor im Norden, Ndiaffate im Osten und im Süden Niassène sowie Passy.

## Geschichte
Im Jahr 2010 wurde die Landgemeinde communauté rurale de Diossong, die neben vielen anderen Ortschaften rund um die städtischen Gemeinde Passy auch das Dorf Diagane Barka umfasste, aufgeteilt. Die Orte westlich von Passy blieben bei Diossong, nördlich von Passy wurde die Landgemeinde Diagane Barka gegründet und südöstlich von Passy die Landgemeinde Niassène. Diagane Barka erhielt 2014, wie in Senegal alle communautés rurales, den landesweit einheitlichen Status einer Gemeinde (commune).

## Bevölkerung
Die letzten Volkszählungen ergaben jeweils folgende Einwohnerzahlen:
| Jahr | Einwohner |
| ---- | --------- |
| 1988 | –         |
| 2002 | –         |
| 2013 | 9.763     |
| 2023 | 12.987    |

Im Jahr 1988 zählte der Hauptort Diagane Barka 166 Einwohner. Im Jahr 2013 wurde von 312 Einwohnern ausgegangen.

## Verkehr
Die Nationalstraße N 9 führt durch das Gemeindegebiet und den Hauptort Diagane Barka und verbindet die Gemeinde so mit dem Rest des Landes.